# Кремери
Кремери (фр. Crémery) насеље је и општина у североисточној Француској у региону Пикардија, у департману Сома која припада префектури Мондидје.
По подацима из 2011. године у општини је живело 141 становника, а густина насељености је износила 54,65 становника/km². Општина се простире на површини од 2,58 km². Налази се на средњој надморској висини од 94 метара (максималној 96 m, а минималној 78 m).

## Демографија
| 1962. | 1968. | 1975. | 1982. | 1990. | 1999. | 2011. |
| ----- | ----- | ----- | ----- | ----- | ----- | ----- |
| 78    | 84    | 68    | 75    | 53    | 68    | 141   |

График промене броја становника у току последњих година